# Grażyna Hase
Grażyna Hase (ur. 12 stycznia 1939 w Warszawie) – polska projektantka mody, modelka.

## Życiorys
W październiku 1957 roku po raz pierwszy pojawiła się na okładce Przekroju (autor Wojciech Plewiński). W 1959 roku rozpoczęła współpracę jako modelka w Spółdzielczym Laboratorium Odzieżowym w Warszawie kierowanym przez Zofię Kozicką. Pierwszy pokaz z jej udziałem odbył się w Budapeszcie. Uczestniczyła w wielu polskich i zagranicznych pokazach mody m.in.: w warszawskiej Dziekance (1967), w Berlinie, Moskwie i Budapeszcie. Współpracowała później z Modą Polską, Telimeną, Ledą, Warszawskimi Zakładami Przemysłu Odzieżowego. W latach 1960–1967 występowała jako modelka prezentująca kolekcje Barbary Hoff – autorki rubryki mody w tygodniku „Przekrój”.
Jako modelka pracowała do 1969 roku.
Od 1967 roku zaczęła zajmować się projektowaniem odzieży. Zaprojektowała po pobycie w Moskwie kolekcję Kozak Look inspirowaną modą rosyjską (futrzane czapy, szynele). Pokaz reżyserowany przez Wowo Bielickiego z muzyką rosyjską (Dunajewski, Katiusza) graną przez zespół Polanie odbył się w Dziekance i Stodole, potem w Ośrodku Przyjaźni Polsko-Radzieckiej. Modelki prezentowały kreacje inspirowane postaciami Anny Kareniny, komisarza Budionnego, oraz Lenina.
W 1967 roku Grażyna Hase rozpoczęła także studia na warszawskiej Akademii Sztuk Pięknych, najpierw na wydziale architektury, a potem grafiki.
Jako projektantka początkowo pracowała dla polskiej firmy odzieżowej Cora. Swymi projektami wzbudziła zainteresowanie międzynarodowe. Zdjęcia z jej pokazu opublikowano w angielskim Sunday Times i zaproszono ją z projektami do Szwajcarii. W latach 70. odbyły się pokazy w Toronto, Berlinie, Wiedniu, Nowym Jorku, Mediolanie, Moskwie.
W końcu lat 60. współtworzyła wraz z Wowo Bielickim program telewizyjny „Muzyka i moda”, któremu towarzyszyły wydarzenia plenerowe. Odbyły się m.in. pokazy podczas zjazdu aktywu ZMS Śląska i Zagłębia, gdzie Edward Gierek czyta list od Władysława Gomułki (grudzień 1968) czy pokaz w Moskwie z okazji 25-lecia PRL transmitowany przez telewizję radziecką.
W latach 70. „odkryła” dla świata mody Małgorzatę Niemen oraz Katarzynę Butowtt. W latach 80. była dyrektorem artystycznym spółdzielni odzieżowej Moda i Styl. W latach 1975–1978 prowadziła w „Sztandarze Młodych” rubrykę „Boutique Grażyny Hase”.
Jako projektantka odzieży realizowała zlecenia dla pracowników hotelu Forum, hotelu Victoria, załogi LOTu, rajdowców z Żerania i projektowała kombinezony dla pracowników Zakładów mleczarskich Wola, dla polskiej sportowej reprezentacji na Zimowe Igrzyska Olimpijskie w Salt Lake City.
Projektowała stroje do filmów i przedstawień teatralnych. Ubierała gwiazdy piosenki estradowej – Halinę Frąckowiak, członków zespołu 2 plus 1, Ireny Jarockiej oraz Annę Jantar.
Stworzyła i prowadziła na Ochocie sklep Bawełniany Świat Grażyny Hase przy ulicy Grójeckiej w Warszawie oraz autorską galerię mody Galeria Grażyny Hase w centrum Warszawy przy ulicy Marszałkowskiej (1980).

## Projekty strojów dla teatru i filmu
- 1974 – film Głowy pełne gwiazd w reż. Janusza Kondratiuka
- 1976 – Motylem jestem, czyli romans 40-latka w reż. Jerzego Gruzy
- 1979 – spektakl Grupa Laokoona Tadeusza Różewicza w reż. Ryszarda Krzyszychy w Teatrze Dramatycznym im. Adama Mickiewicza w Częstochowie
- 1979 – spektakl Trzeci program w reż. Stefana Wenty z udziałem Violetty Villas Teatr Syrena w Warszawie
- 1980 – spektakl Sasza i bogowie Artura Marii Swinarskiego w reż. Ignacego Gogolewskiego
- 1984 – Seks i pieniądze Ryszarda Grońskiego i Daniela Passenta w warszawskim Teatrze Syrena
- 1980 – Misicabaret Jana Pietrzaka w Teatrze Muzycznym w Gdyni (wspólnie z Robertem Knuthem)
- 1984 – Szczęśliwe wydarzenie Sławomira Mrożka w reż. Wowo Bielickiego w Teatrze Powszechnym im. Jana Kochanowskiego w Radomiu

## Odznaczenia
- 2003 – Złoty Krzyż Zasługi za „zasługi dla rozwoju i promocji polskiej sztuki użytkowej”

## Upamiętnienie
W 2022 w Muzeum Warszawy zaprezentowano wystawę jej poświęconą pod hasłem Grażyna Hase. Zawsze w modzie. To pierwsza modowa wystawa w tej placówce. Powstała też publikacja pod redakcją kuratorki wystawy Agnieszki Dąbrowskiej.